# Руслан Мъйнов
Руслан Иванов Мъйнов е български актьор и певец.

## Биография
Руслан Мъйнов е бесарабски българин, роден на 15 ноември 1976 г. в град Измаил, Украйна. В България живее от 9 септември 1994 г. През 1998 г. завършва НАТФИЗ, специалност „Актьорско майсторство“ в класа на проф. Надежда Сейкова. Актьор в телевизионните продукции „Хъшове“ и „Шоуто на Слави“, както и един от водещите на „Господари на ефира“. А през 2007 г. се включва в колектива на Любомир Нейков, Кръстьо Лафазанов и Христо Гърбов в телевизионното шоу „Комиците“, излъчващо се всеки петък по bTV от 22:00 ч.
Мъйнов участва в десетки театрални постановки и издава пет музикални албума.
През 2008 г. участва в българския дублаж на анимационния филм „Хортън“, чиято премиера в България е на 25 април същата година.
През 2020 г. участва във втория сезон на „Маскираният певец“ като гост-участник под маската на Пауна. През 2022 г. участва в десетия юбилеен сезон на предаването „Като две капки вода“.

## Дискография

### Студийни албуми
- Балкан-кан-кан (1999)
- Дърпай шалтера (2000)
- Аз не съм (2001)
- Ламята (2004)
- Руслан Мъйнов пее любими руски песни (2014)

### Компилации
- The Best (2002)

## Филмография
Телевизия
| Година      | Заглавие           |
| ----------- | ------------------ |
| 1998 – 2000 | Хъшове             |
| 2000 – 2004 | Шоуто на Слави     |
| 2005 – 2007 | Господари на ефира |
| 2007 – 2021 | Комиците           |

Сериали
| Година      | Заглавие                                            | Епизоди | Роля                         |
| ----------- | --------------------------------------------------- | ------- | ---------------------------- |
| 2011 – 2019 | Столичани в повече                                  | 170     | Спас Лютов                   |
| 1996        | BG – Невероятни разкази за един съвременен българин | 2       | българин във влака / циганин |